# Мергеріць
Мергеріць, Мергеріці (рум. Mărgăriți) — село у повіті Бузеу в Румунії. Входить до складу комуни Бечень.
Село розташоване на відстані 118 км на північний схід від Бухареста, 27 км на північ від Бузеу, 99 км на захід від Галаца, 94 км на схід від Брашова.

## Населення
За даними перепису населення 2002 року у селі проживали 462 особи, з них 461 особа (99,8%) румунів. Рідною мовою 461 особа (99,8%) назвала румунську.